# Cristeros Fraccionamiento
Cristeros Fraccionamiento är en ort i Mexiko.   Den ligger i kommunen Lagos de Moreno och delstaten Jalisco, i den centrala delen av landet, 400 km nordväst om huvudstaden Mexico City. Cristeros Fraccionamiento ligger 1 874 meter över havet och antalet invånare är 3 592.
Terrängen runt Cristeros Fraccionamiento är huvudsakligen platt, men söderut är den kuperad. Runt Cristeros Fraccionamiento är det ganska glesbefolkat, med 48 invånare per kvadratkilometer. Närmaste större samhälle är Lagos de Moreno, 5,4 km nordost om Cristeros Fraccionamiento. I omgivningarna runt Cristeros Fraccionamiento växer huvudsakligen savannskog.